# Manuel Malou
Manuel Sánchez López (San Clemente (Conca), 1 de gener de 1961), més conegut com a Manuel Malou, és un cantant, guitarrista rumber/flamenc, compositor i productor musical hispano-francès.

## Biografia
Amb pocs mesos ell i la seva família es traslladen a París. Allí, als vuit anys, gana el primer premi d'un festival de flamenc organitzat pel consolat espanyol a la sala Bataclan (París). De nou a Madrid, forma el duo Los Golfos amb el seu germà petit, i el títol del seu single: "¡Qué pasa contigo tío!" (RCA, 1976) esdevé expressió popular de l'època. Després d'explorar altre tendències forma amb el seu germà el duo pop Manolo y Jorge. El 1980 formaria part del grup new wave Plástico, inserit en la movida madrileña. Després fundaria T. Malou, Ratas de Lujo i la banda de "LolailoPunk" Toreros After Olé, que va editar un minielapé Toreros After Olé (Nuevos Medios, 1983). El 1985 torna a París, compon poesia i s'interessa pel flamenc fusió.
En 1990 Polydor France graba el seu primer álbum en solitari, Extraños seres. El 1991 comparteix cartell amb Papa Wemba i Cheb Khaled sl festival Womad de Reading (Regne Unit) i presenta el seu àlbum a Ronnie Scott's de Londres. També exposa el seu treball en el festival a Nyon (Suïssa) així com en gires per Alemanya, Bèlgica, Itàlia, Grècia, Canadà…
En 1991 comença una etapa de col·laboracions, produccions i composició per a altres artistes, entre ells la popular cantant japonesa Tokiko Kato, per a la qual compon "Guitarrista", inclosa en el seu àlbum Cypango (Sony Music). Escriu per a David Koven "A gozar mi montuno" (Polydor France), produït per Ray Barretto, i per a Xavier Jouvelet, "Linda Flor" de l'àlbum L'indigène (Mad Minute Music). Canta amb el grup africà Mothersays (Comotion Music WMD), el cantant i poeta francès Maxime Le Forestier el convida a una sèrie de concerts en el Olympia de París (1992) i, després, realitzen junts una llarga gira per països francòfons.
El seu següent disc, Corazón caliente (Wea 1993), demostra la maduresa d'un artista ple de creativitat per al qual la fusió no és una moda, sinó una cosa inseparable dels seus plantejaments artístics. En 1994 grava les guitarres rumberes del primer àlbum de Cherokee, Caballo loco (Epic). L'any següent produeix al grup francès Paname Tropical, Aux indiens du quartier (RDC Récords).
1995 suposa per a Malou un any clau, perquè en ell va tenir la seva primera experiència cinematogràfica. Un disc seu cau en poder de Josiane Balasko, que li encarrega la banda sonora de la pel·lícula Gazon Maudit (Virgin Records). Aquest treball provoca que, en 1996, intervingui al costat de Manu Chao en la BSO de la pel·lícula Taxi de Carlos Saura. També compon la BSO per a La duquesa roja de Paco Betriu (Ariola).
En 1997 Malou crea la seva primera societat de producció musical, Mixa Cooltura, la meta de la qual és trencar amb les fronteres sonores, dedicant-se especialment a la mixtura musicocultural abans que aquest concepte del mestissatge musical estigués de moda. Poc temps després realitza un projecte que atresorava i que és alhora un resum de la seva talentosa experiència i una porta multidimensional al futur. Aquest projecte es diu com la seva societat, Mixa Cooltura (Ariola), i és un referent en la fusió sonora.
En 1997, després de l'èxit mundial de la cançó "Macarena", BMG encarrega a Malou la producció del popular duo Los del Río. Malou accepta el repte i produeix Colores (Zafiro BMG). El mateix any escriu per Niña Pastori "Morao", del seu àlbum Eres luz (Ariola, 1998). En 1998 produeix i compon per Hakim Cómo suena (Epic). En 1999 participa en la BSO de la pel·lícula de Santiago Segura, Torrente, el brazo tonto de la ley (RCA). En el mateix any col·labora component i cantant amb el guitarrista flamenc José Antonio Rodríguez Manhattan de la frontera (Discos de Arte/BMG).
En 1999 escriu per al gaiter Carlos Núñez a l'àlbum Os amores libres (Ariola) el tema "A orillas del río Sil", que interpreta Carmen Linares (Ariola). El mateix any col·labora tocant la guitarra en el primer àlbum de Elena Andújar (Alia Discos). També en 1999 Malou s'associa amb el tècnic de so José Luis Garrido i junts creen una nova societat de producció i edició dedicada especialment a la fusió ètnic-flamenca. Neix així Remache Music. La seva primera producció és l'àlbum Alma de José el Francés (Ariola). El mateix any produeix el segon àlbum de Hakim, El volcán de tus deseos (Epic).
El 2000 Malou produeix i canta amb Peret i el raper cubà Nilo la cançó "Amor a todo gas", per al disc de duos Peret: Rey de la Rumba (Virgin Chewaka). També aquest any s'encarrega d'escriure i produir el tema principal del film Fugitivas (Miguel Hermoso), interpretat per Chaleco (Ariola). Aquest mateix any Malou, al costat del seu amic Luis Cabañas, crea Alkimixtas, una empresa dedicada als remixes de cançons.
En 2001 Alkimixtas fa un remix dels temes "1.9.9.9" interpretat per Orishas (Chrysalis) i "Gitano" interpretat per Abigaíl (Columbia). Aquest mateix any, Malou al costat de Natboccara i J. J. Chaleco guanyen en la quinzena edició dels premis Goya el Goya a la millor cançó de pel·lícula per Fugitivas. També en 2001 Malou compon al costat de Natboccara "La llave", interpretat per Javi Cantero (Muxxic records). El mismo año Alkimixtas hacen un remix del tema "La Chinita", inertpretado por Manu Chao (Virgin Chewaka).
A l'any següent Malou produeix l'àlbum d'El Fary Ese Fary (Muxxic). També en 2002 Mixa Cooltura produeix l'àlbum de Chopo Gipsy, Rock & Lover (Chiton & Mixa Cooltura Records). El 2003 Malou produeix l'àlbum de Javi Cantero Tracalcatraca (Muxxic Records). Aquest mateix any produeix el tema "El ritmo de María" de l'àlbum d'Andy & Lucas (BMG Music Spain).
El 2004, Manuel Malou grava i gira per Espanya i Europa amb el seu nou grup Bumba Rumba i l'àlbum titulat Electrorock&Rumba (Mixacooltura Rècords). En 2005 decideix mudar-se a Cartagena de Indias (Colòmbia), on continua gravant i produint al seu nou estudi d'enregistrament i segell discogràfic PAPI RECORDS.

En 2010 torna a Madrid on grava un nou àlbum Todo por la rumba (Papi Records, 2011) el presenta a Espanya i després d'una sèrie de concerts amb els seus músics als quals anomena "los Sobrinos " edita en 2012 l'àlbum Todo por la rumba a França i s'instal·la de nou a París on toca en grup com en solitari. Acaba d'acabar l'enregistrament del seu nou àlbum titulat Arranca y Vámonos (Papi Récords 2014) editat el 15 d'abril 2014 a França amb col·laboracions especials de Peret, José el Francés, Jorge Pardo, Sealiah, Chaleco, Jonatan Ximenis, Pedro Sierra, Paloma Pradal, José Luis Montón, i altres.
El 2018 va treure el seu darrer àlbum Unomundo, on torna a la mixtura musical i al que anomena ElectroRock&Rumbaworld.

## Discografia

### Àlbums
En solista
- Extraños Seres (1990), Polydor France.
- Corazón Caliente (1993), WEA.
- Mixa Cooltura (1997), BMG Ariola.
- Arranca y Vámonos (2014), Papi Records.
- Unomundo (2018).

Amb Los Golfos
- ¿Qué Pasa Contigo Tío? (1976), RCA.

Amb Manolo y Jorge
- Manolo y Jorge (1978), RCA.

Amb Plástico
- Nieva y Mil Espejos (1980), RCA.

Amb Toreros After Olé
- Toreros After Olé (1983), Nuevos Medias.

Amb Bumba Rumba
- Electrorock & Rumba (2004), Mixa Cooltura Records.

Amb El Tio Manuel Malou
- Todo por la Rumba (2011), Papi Records.

### Bandes sonores originals
- Gazon Maudit (1995), Virgin.
- La Duquesa Roja (1997), BMG Ariola.
- Fugitivas (2000), BMG Ariola.

## Premis i guardons
Premis Goya
| Any  | Categoria             | Cançó       | Pel·lícula | Resultat   |
| ---- | --------------------- | ----------- | ---------- | ---------- |
| 2001 | Millor cançó original | "Fugitivas" | Fugitivas  | Guanyadora |